# Asociación Internacional de Médicos para la Prevención de la Guerra Nuclear
La Asociación Internacional de Médicos para la Prevención de la Guerra Nuclear, AIMPGN (en inglés International Physicians for the Prevention of Nuclear War, IPPNW) es una organización creada por médicos y organizaciones médicas soviéticos y estadounidenses en los tiempos de la guerra fría para la prevención de la guerra nuclear y desarme de las armas nucleares. La AIMPGN, que mereció el Premio Nobel de la Paz en 1985 y ahora está presente en más de 60 países, fue fundada en 1980 por los doctores Bernard Lown (Estados Unidos) y Evgueni Chazov (Unión Soviética).
Los programas y campañas prioritarios de la AIMPGN son los siguientes:
- Campaña por un Mundo Libre de Armas Nucleares
- Preventiva: Campaña Internacional para prevenir la violencia con armas menores
- Investigación, educación, y defensa de la conexión entre paz y salud

La AIMPGN se define como una federación independiente de organizaciones médicas nacionales de 58 países, representando a decenas de miles de médicos, estudiantes de medicina, trabajadores de la salud y ciudadanos comprometidos con la meta común de crear un mundo más seguro y pacífico libre de la amenaza de la aniquilación nuclear.